# Лефкотеа
Лефкотеа (грч. Λευκοθέα) је насељено место у општини Горуша у периферији Западна Македонија, Грчка. Према попису из 2021. године било је 17 становника.
Према бугарском географу и историчару, Василу Канчову, у Лефкотеи је 1900. године живело 300 Грка. Село су основали досељеници из Епира око 1680. године. Село се раније звало Хотур.
.